# 브리지트 시
브리지트 시(Brigitte Sy, 1956년 1월 26일 ~ )는 프랑스의 배우, 영화 감독, 영화 각본가이다. 배우 루이 가렐과 에스테르 가렐 남매의 어머니이다. 2010년 영화 《프리 핸즈》를 통해 감독 데뷔했다.